# Lego: Harry Potter
Lego: Harry Potter — серия игрушек Lego, базирующаяся на фильмах серии Гарри Поттер. Игрушки представляют собой модели важных сцен, транспортных средств и персонажей и созданы по мотивам всех семи фильмов.

## Обзор
Первые наборы появились в 2001 году после премьеры первого фильма «Гарри Поттер и философский камень». Последующие наборы выпускались одновременно с новыми фильмами, вплоть до фильма «Гарри Поттер и Орден Феникса».
В январе 2004 года владелец и генеральный директор компании Lego Кирк Кристиансен объявил об изменениях в серии продукции, выпускаемой компанией, которая в то время сталкивается с потерей 1,4 млрд датских крон. Компания сосредоточится на своих основных продуктах, а не фильмах вроде «Гарри Поттера». Через 3 года серия возобновилась. В 2010-2011 гг. вышли наборы по последним трём фильмам, однако после этого серия была вновь заброшена.
В 2018 году серия продолжила своё существования в качестве серии "Магический Мир" (Wizarding World), также помимо наборов про Гарри Поттера начали выпускаться наборы по Фантастическим Тварям.

## Наборы

### Гарри Поттер и философский камень
По первому фильму было выпущено наибольшее количество наборов — 14 (11 в 2001 и 3 в 2002 году). Замок Хогвартс, созданный на основе первого фильма, представляет собой Большой зал и классные комнаты.
| Название                    | Артикул | Фигурки |
| --------------------------- | ------- | --- |
| Распределяющая шляпа        | 4701    | Гарри Поттер |
| Финальное испытание         | 4702    | Профессор Квиррелл/Лорд Волан-де-Морт, Гарри Поттер                                                                                              |
| Комната с летающими ключами | 4704    | Гарри Поттер, Рон Уизли, Белая королева |
| Класс зельеварения          | 4705    | Профессор Снегг, Рон Уизли, Пивз |
| Запретный коридор           | 4706    | Гарри Поттер, Рон Уизли, Гермиона Грейнджер |
| Хижина Хагрида              | 4707    | Хагрид, Альбус Дамблдор |
| Хогвартс-Экспресс           | 4708    | Гарри Поттер, Рон Уизли, Гермиона Грейнджер |
| Замок Хогвартс              | 4709    | Гарри Поттер, Рон Уизли, Гермиона Грейнджер, Профессор Снегг, Хагрид, Профессор Дамблдор, Драко Малфой, Почти Безголовый Ник, Рыцарь Гриффиндора |
| Урок полётов                | 4711    | Гарри Поттер, Драко Малфой |
| Тролль в подземелье         | 4712    | Гарри Поттер, горный тролль |
| Банк Гринготтс              | 4714    | Гарри Поттер, Крюкохват, гоблин, Хагрид |
| Классы Хогвартса            | 4721    | Гарри Поттер |
| Гостиная Гриффиндора        | 4722    | Рон Уизли |
| Магазины Косого Переулка    | 4723    | Гермиона Грейнджер |

### Гарри Поттер и тайная комната
По второму фильму было выпущено 10 наборов (8 в 2002 и 2 в 2003).
| Название                   | Артикул | Фигурки                                                                    |
| -------------------------- | ------- | -------------------------------------------------------------------------- |
| Магазин «Всё для квиддича» | 4719    | Драко Малфой                                                               |
| Лютный переулок            | 4720    | Гарри Поттер, Люциус Малфой                                                |
| Тренировка по квиддичу     | 4726    | Гарри Поттер, Драко Малфой, Мадам Трюк                                     |
| Арагог в Запретном лесу    | 4727    | Гарри Поттер, Рон Уизли                                                    |
| Побег с Тисовой улицы      | 4728    | Рон Уизли, Гарри Поттер, Вернон Дурсль                                     |
| Офис Дамблдора             | 4729    | Профессор Дамблдор, Профессор Макгонагалл, Гарри Поттер                    |
| Тайная комната             | 4730    | Гарри Поттер, Том Марволо Реддл, Джинни Уизли, Златопуст Локонс, Рон Уизли |
| Освобождение Добби         | 4731    | Люциус Малфой, Добби                                                       |
| Дуэльный клуб              | 4733    | Гарри Поттер, Драко Малфой, Профессор Снегг, Златопуст Локонс              |
| Гостинная Слизерина        | 4735    | Драко Малфой, Грегори Гойл/Гарри Поттер, Винсент Крэбб/Рон Уизли           |

### Гарри Поттер и узник Азкабана
По третьему фильму в 2004 году было выпущено 12 наборов, в том числе «мининаборы». Кроме того, фигурки стали тонировать. Версия Хогвартса на основе третьего фильма содержала часовую башню, башенные классы. Класс прорицания был включен в этот набор.
| Название                             | Артикул | Фигурки |
| ------------------------------------ | ------- | --- |
| Драко и Клювокрыл                    | 4750    | Драко Малфой |
| Гарри и карта Мародёров              | 4751    | Гарри Поттер, Профессор Снегг, Статуя Ганхильды из Горсмура                                                          |
| Класс Защиты от тёмных искусств      | 4752    | Профессор Снегг (боггарт), Профессор Люпин, Невилл Долгопупс                                                         |
| Побег Блэка                          | 4753    | Гарри Поттер, Дементор, Сириус Блэк                                                                                  |
| Хижина Хагрида                       | 4754    | Гермиона Грейнджер, Хагрид                                                                                           |
| Автобус «Ночной рыцарь»              | 4755    | Гарри Поттер, Стэн Шанпайк                                                                                           |
| Визжащая хижина                      | 4756    | Питер Петтигрю, Гарри Поттер, Сириус Блэк, Профессор Люпин/Оборотень                                                 |
| Замок Хогвартс                       | 4757    | Гарри Поттер, Гермиона Грейнджер, Рон Уизли, Профессор Дамблдор, Профессор Трелони, Драко Малфой, Дементор, Дементор |
| Хогвартс-Экспресс                    | 4758    | Гарри Поттер, Рон Уизли, Профессор Люпин, Дементор                                                                   |
| Хогвартс-Экспресс (на электричестве) | 10132   | Гарри Поттер, Рон Уизли, Профессор Люпин, Дементор                                                                   |

#### Мининаборы
| Название                     | Артикул |
| ---------------------------- | ------- |
| Мини Автобус «Ночной рыцарь» | 4695    |
| Мини Хогвартс-Экспресс       | 40028   |

### Гарри Поттер и Кубок огня
По четвертому фильму в 2005 году было выпущено четыре набора. Многие ключевые сцены и персонажи отсутствуют. В наборы не попали третье испытание Турнира Трёх волшебников, Седрик Диггори и Флёр Делакур. Тем не менее, первые два испытания и финальный поединок отражены в серии игрушек.
| Название            | Артикул | Фигурки                                                                                         |
| ------------------- | ------- | ----------------------------------------------------------------------------------------------- |
| Корабль Дурмстранга | 4768    | Игорь Каркаров, Виктор Крам                                                                     |
| Первое испытание    | 4767    | Гарри Поттер, Профессор Дамблдор, Грозный-Глаз Грюм                                             |
| Второе испытание    | 4762    | Гарри Поттер, Рон Уизли, Гермиона Грейнджер, Виктор Крам (акулья голова), Тритон                |
| Битва на кладбище   | 4766    | Гарри Поттер, Лорд Волан-де-Морт, Люциус Малфой, Питер Петтигрю, скелет, скелет, скелет, скелет |

### Гарри Поттер и Орден Феникса
По пятому фильму в 2007 году выпущен только один набор.
| Название       | Артикул | Фигурки |
| -------------- | ------- | --- |
| Замок Хогвартс | 5378    | Гарри Поттер, Рон Уизли, Гермиона Грейнджер, Профессор Дамблдор, Хагрид, Драко Малфой, Профессор Снегг, Долорес Амбридж, Пожиратели смерти |

### Гарри Поттер 2010-2011
В период 2010-2011 гг. выпущено 13 наборов (6 в 2010 и 7 в 2011), в том числе 3 рекламных набора в полиэтиленовых пакетах. Некоторые предыдущие наборы перевыпущены с новыми фигурками, также есть и новые постройки (например, Нора Уизли).
| Название              | Артикул | Фигурки |
| --------------------- | ------- | --- |
| Освобождение Добби    | 4736    | Гарри Поттер, Добби, Люциус Малфой |
| Квиддич               | 4737    | Гарри Поттер, Мадам Трюк, Драко Малфой, Оливер Вуд, Маркус Флинт |
| Хижина Хагрида        | 4738    | Гарри Поттер, Хагрид, Рон Уизли, Гермиона Грейнджер |
| Нора                  | 4840    | Артур Уизли, Молли Уизли, Гарри Поттер, Джинни Уизли, Беллатриса Лестрейндж, Фенрир Сивый                                                                                       |
| Хогвартс-Экспресс     | 4841    | Гарри Поттер, Рон Уизли, Драко Малфой, Джинни Уизли, Полумна Лавгуд |
| Замок Хогвартс        | 4842    | Гарри Поттер, Гермиона Грейнджер, Профессор Макгонагалл, Аргус Филч, Профессор Флитвик, Профессор Дамблдор, Профессор Снегг, 2 дементора, Рыцарские доспехи, Лорд Волан-де-Морт |
| Косой переулок        | 10217   | Гарри Поттер, Гермиона Грейнджер, Мистер Олливандер, Рон Уизли, Хагрид, Фенрир Сивый, Пожиратель смерти, Кровняк, Крюкохват, Фред Уизли, Джордж Уизли                           |
| Автобус Ночной Рыцарь | 4866    | Гарри Поттер, Стэн Шанпайк, Эрни Прэнг |
| Битва за Хогвартс     | 4867    | Гарри Поттер, Люциус Малфой, Невилл Долгопупс, Люпин, Профессор Стебель, дементор, Винсент Крэбб                                                                                |
| Запретный лес         | 4865    | Гарри Поттер, Лорд Волан-де-Морт, Хагрид, Нарцисса Малфой |

#### Рекламные и мини наборы
| Название               | Артикул | Фигурки      |
| ---------------------- | ------- | ------------ |
| Лаборатория            | 30110   | Гарри Поттер |
| Тележка                | 30111   | Гарри Поттер |
| Мини Хогвартс-Экспресс | 40028   |              |

### Гарри Поттер 2018
В 2018 году выпущено 13 наборов: 2 набора по фильму «Гарри Поттер и философский камень», 2 набора по фильму «Гарри Поттер и Тайная комната», 1 набор по фильму «Гарри Поттер и узник Азкабана», 2 набора по серии фильмов «Фантастические Твари», 4 рекламных набора,  1 сентября был выпущен эксклюзивный Хогвартс из 6020 деталей, также был выпущен набор коллекционных минифигурок.
| Название                  | Артикул | На основе                                         | Фигурки |
| ------------------------- | ------- | ------------------------------------------------- | --- |
| Логово Арагога            | 75950   | Гарри Поттер и Тайная комната                     | Гарри Поттер, Рон Уизли |
| Побег Грин-де-Вальда      | 75951   | Фантастические Твари: Преступления Грин-де-Вальда | Грин-де-Вальд, Серафина Пикьери |
| Матч по Квиддичу          | 75956   | Гарри Поттер и философский камень                 | Гарри Поттер, Северус Снейп, Люциан Боул, Маркус Флинт, Оливер Вуд, Гермиона Грейнджер                                                                                               |
| Чемодан Ньюта Саламандера | 75952   | Фантастические твари и где они обитают            | Ньют Саламандер, Якоб Ковальски, Куини Голдштейн, Тина Голдштейн |
| Хогвартс: Гремучая Ива    | 75953   | Гарри Поттер и Тайная комната                     | Гарри Поттер, Рон Уизли, Гермиона Грейнджер, Симус Финниган, Северус Снейп, Аргус Филч                                                                                               |
| Хогвартс - экспресс       | 75955   | Гарри Поттер и узник Азкабана                     | Гарри Поттер, Гермиона Грейнджер, Рон Уизли, Римус Люпин, Дементор, ведьма с тележкой                                                                                                |
| Большой Зал Хогвартса     | 75954   | Гарри Поттер и философский камень                 | Гарри Поттер, Гермиона Грейнджер, Рон Уизли, Рубеус Хагрид, Альбус Дамблдор, Минерва МакГонагалл, Почти Безголовый Ник, профессор Квиррелл/Волан-де-Морт, Сьюзан Боунс, Драко Малфой |
| Хогвартс (эксклюзив)      | 71043   |                                                   | Годрик Гриффиндор, Пенелопа Пуффендуй, Кандида Когтевран, Салазар Слизерин |

#### Рекламные, коллекционные и мини наборы
| Название                             | Артикул     | Фигурки                                                  |
| ------------------------------------ | ----------- | -------------------------------------------------------- |
| Косой переулок                       | 40289       |                                                          |
| Путешествие Гарри Поттера в Хогвартс | 30407       | Гарри Поттер                                             |
| Коллекция минифигурок (эксклюзив)    | 5005254     | Роланда Трюк, Долорес Амбридж, Гораций Слизнорт, Боггарт |
| Хогвартс-Экспресс                    | Отсутствует |                                                          |
| Машина Уизли                         | Отсутствует |                                                          |

### Гарри Поттер 2019
В 2019 году было выпущено 11 наборов: 3 набора по фильму «Гарри Поттер и Узник Азкабана» и 4 набора по фильму «Гарри Поттер и Кубок огня», также было выпущено 3 рекламных набора и лимитированный набор "Календарь" состоящий из 24 фигурок, в том числе эксклюзивных.
| Название                            | Артикул | На основе                     | Фигурки |
| ----------------------------------- | ------- | ----------------------------- | --- |
| «Экспекто Патронум!»                | 75945   | Гарри Поттер и узник Азкабана | 2 дементора, Гарри Поттер, Сириус Блэк                                                                               |
| Венгерский хвосторог                | 75946   | Гарри Поттер и Кубок огня     | Гарри Поттер, Виктор Крам, Флёр Делакур, Седрик Дигори                                                               |
| Хижина Хагрида: Спасение Клювокрыла | 75947   | Гарри Поттер и узник Азкабана | Гарри Поттер, Рон Уизли, Гермиона Грейнджер, Рубеус Хагрид, Корнелиус Фадж, Уолден Макнейр                           |
| Часовая башня Хогвартса             | 75948   | Гарри Поттер и Кубок огня     | Гарри Поттер, Рон Уизли, Гермиона Грейнджер, Седрик Дигори, Виктор Крам, Флёр Делакур, Мадам Максим, Альбус Дамблдор |
| Автобус «Ночной рыцарь»             | 75957   | Гарри Поттер и узник Азкабана | Гарри Поттер, Эрни Пранг, Стэн Шанпайк                                                                               |
| Карета Шармбатона                   | 75958   | Гарри Поттер и Кубок огня     | Рубеус Хагрид, Олимпия Максим, Флёр Делакур, Габриэль Делакур                                                        |
| Возвышение Волан-де-Морта           | 75965   | Гарри Поттер и Кубок огня     | Гарри Поттер, Волан-де-Морт, Питер Петтигрю, Пожиратель смерти                                                       |

#### Коллекционные, рекламные и мини наборы
| Название                                          | Артикул     | Фигурки |
| ------------------------------------------------- | ----------- | --- |
| Адвент-календарь Гарри Поттера (эксклюзив)        | 75964       | Гарри Поттер, Гермиона Грейнджер, Рон Уизли, Минерва Макгонагалл, Альбус Дамблдор, профессор Флитвик, статуя архитектора Хогвартса |
| Гарри Поттер: создай своё собственное приключение | 11923       | Гарри Поттер |
| Автобус «Ночной Рыцарь»                           | 4695        | |
| Золотой Снитч                                     | Отсутствует | |

### Гарри Поттер 2020
В 2020 году было выпущено 11 наборов: 2 набора по фильму «Гарри Поттер и Принц-полукровка», 2 набора по фильму «Гарри Поттер и Орден Феникса» и 1 набор по фильму «Гарри Поттер и Тайная комната», также было выпущено 3 рекламных набора, эксклюзивный набор Букля, эксклюзивный набор Косой переулок из 5544 деталей  и лимитированный набор "Календарь" состоящий из 24 фигурок, в том числе эксклюзивных.
| Название                         | Артикул | На основе                       | Фигурки |
| -------------------------------- | ------- | ------------------------------- | --- |
| Выручай-комната                  | 75966   | Гарри Поттер и Орден Феникса    | Гарри Поттер, Гермиона Грейнджер, Палумна Лавгуд |
| Запретный лес: встреча с Амбридж | 75967   | Гарри Поттер и Орден Феникса    | Гарри Поттер, Гермиона Грейнджер, Долорес Амбридж, 2 кентавра |
| Дом номер 4 по Тисовой улице     | 75969   | Гарри Поттер и тайная комната   | Гарри Поттер, Рон Уизли, Добби, Вернон Дурсль, Петунья Дурсль, Дадли Дурсль |
| Астрономическая башня Хогвартса  | 75969   | Гарри Поттер и Принц-полукровка | Гарри Поттер, Гермиона Грейнджер, Рон Уизли, Драко Малфой, Невилл Долгопупс, Полумна Лавгуд, Лаванда Браун, Гораций Слизнорт |
| Атака на Нору                    | 75980   | Гарри Поттер и Принц-полукровка | Гарри Поттер, Рон Уизли, Джинни Уизли, Молли Уизли, Артур Уизли, Нимфадора Тонкс, Беллатриса Лестрейндж, Фенрир Сивый |
| Букля (эксклюзив)                | 75979   |                                 | Гарри Поттер |
| Косой переулок (эксклюзив)       | 75978   |                                 | Гарри Поттер, Рон Уизли, Гермиона Грейнджер, Джинни Уизли, Молли Уизли, Фред Уизли, Джордж Уизли, Рубеус Хагрид, Драко Малфой, Люциус Малфой, Гилдерой Локхарт, Гаррик Олливандер, Флориан Фортескью, фотограф «Ежедневного Пророка» |

#### Рекламные и мини наборы
| Название                                    | Артикул | Фигурки                                                                 |
| ------------------------------------------- | ------- | ----------------------------------------------------------------------- |
| Адвент-календарь «Гарри Поттер» (эксклюзив) | 75981   | Гарри Поттер, Гермиона Грейнджер, Парвати Патил, Падма Патил, Чжоу Чанг |
| Набор ученика Хогвартса                     | 40419   | Гарри Поттер, Драко Малфой, Ханна Аббот, Чжоу Чанг                      |
| Гарри Поттер и Букля                        | 30420   | Гарри Поттер                                                            |
| Чудовищная книга о чудовищах                | 30628   | Драко Малфой                                                            |

## Схожие по тематике наборы

### Lego Dimensions
4 набора Lego Dimensions вышли по фильмам «Гарри Поттер» и «Фантастические твари и где они обитают».
| Название                                           | Артикул | Включает в себя                                                                                              | Дата выхода           | Волна   |
| -------------------------------------------------- | ------- | --- | --------------------- | ------- |
| Стори-пэк «Фантастические твари и где они обитают» | 71253   | Ньют Саламандер, Нюхлер, МАКУСА, 6 дополнительных уровней по фильму «Фантастические твари и где они обитают» | 18 ноября 2016 года   | Волна 7 |
| Командный набор «Гарри Поттер»                     | 71247   | Гарри Поттер, Волан-де-Морт, автомобиль семьи Уизли, Хогвартс-экспресс                                       | 27 сентября 2016 года | Волна 6 |
| Забавный набор Тины Голдштейн                      | 71257   | Тина Голдштейн, Пикирующий злыдень                                                                           | 18 ноября 2016 года   | Волна 7 |
| Забавный набор Гермионы                            | 71348   | Гермиона Грейнджер, Гиппогриф                                                                                | 9 мая 2017 года       | Волна 8 |

### Lego Minifigures

#### Серия 1 «Гарри Поттер и Фантастические твари»
Серия 1 «Гарри Поттер и Фантастические твари» (артикул: 71022) была выпущена во всём мире 1 августа 2018 года.
Эта серия состоит из следующих упаковок:
| #  | Фигурка                         | Принадлежности                                     | Примечание                                                                    |
| -- | ------------------------------- | -------------------------------------------------- | ----------------------------------------------------------------------------- |
| 1  | Гарри Поттер                    | Волшебная палочка Букля                            |                                                                               |
| 2  | Гермиона Грейнджер              | Волшебная палочка Живоглот                         |                                                                               |
| 3  | Рон Уизли                       | Волшебная палочка Короста                          |                                                                               |
| 4  | Драко Малфой                    | Волшебная палочка Золотой снитч Метла              |                                                                               |
| 5  | Полумна Лавгуд                  | Волшебная палочка Журнал «Придира» 2x3             |                                                                               |
| 6  | Невилл Долгопупс                | Волшебная палочка Мандрагора Котёл                 |                                                                               |
| 7  | Чжоу Чанг                       | Волшебная палочка Сова                             |                                                                               |
| 8  | Дин Томас                       | Волшебная палочка Флаг                             |                                                                               |
| 9  | Волан-де-Морт                   | Волшебная палочка Нагайна                          |                                                                               |
| 10 | Добби                           | Носок 1x2 Дневник Тома Реддла                      |                                                                               |
| 11 | Профессор Трелони               | Волшебная палочка Чайная чашка с блюдцем           |                                                                               |
| 12 | Седрик Диггори                  | Волшебная палочка Кубок «Турнира трёх волшебников» |                                                                               |
| 13 | Профессор Флитвик               | Волшебная палочка Рупор                            |                                                                               |
| 14 | Аластор «Грозный глаз» Грюм     | Волшебная палочка Посох Пузырёк                    | Дополнительная деталь причёски в комплекте для образа Барти Крауча Мл.        |
| 15 | Гарри Поттер в мантии-невидимке | Волшебная палочка                                  |                                                                               |
| 16 | Профессор Альбус Дамблдор       | Волшебная палочка Омут памяти                      |                                                                               |
| 17 | Ньют Саламандер                 | Волшебная палочка Чемодан Нюхль                    |                                                                               |
| 18 | Тина Голдштейн                  | Волшебная палочка Хот-дог                          |                                                                               |
| 19 | Якоб Ковальски                  | Чемодан Печенье (2 шт.)                            |                                                                               |
| 20 | Куинни Голдштейн                | Волшебная палочка Штрудель                         |                                                                               |
| 21 | Криденс Бэрбоун                 | Листовка 1x2                                       |                                                                               |
| 22 | Персиваль Грейвс                | Волшебная палочка                                  | Дополнительная деталь причёски в комплекте для образа Геллерта Грин-де-Вальда |

## Видеоигры

### Lego Creator: Harry Potter
Серия компьютерных игр жанра «песочница». Изданием занималась компания Lego Media.
Первая часть, вышедшая в ноябре 2001 года, основывается на книге «Гарри Поттер и философский камень».
Вторая часть, вышедшая в декабре 2002 года, основывается на книге «Гарри Поттер и Тайная комната» (не издавалась в России).

### Lego Harry Potter: Years 1–4
Выпущена в 2010 году. Сюжет игры основан на первых четырёх книгах о Гарри Поттере — «Философский камень», «Тайная комната», «Узник Азкабана» и «Кубок огня».

### Lego Harry Potter: Years 5–7
Выпущена в 2011 году. Сюжет игры основан на трёх последних книгах и четырёх фильмах о Гарри Поттере — «Орден Феникса», «Принц-полукровка» и «Дары Смерти».